# Drop It on the One
Drop It on the One è un singolo del cantante statunitense Bobby Brown, estratto come unico singolo dall'album/compilation B.Brown Posse.
Il singolo non è riuscitoad incidere in alcuna classifica.

## Tracce
1. Drop It on the One (Radio Edit) - 4:21
2. Drop It on the One (Instrumental) - 4:51
3. Drop It on the One (Album Edit) - 4:54
4. Drop It on the One (Smoothed Out Dungeon Radio Remix) - 3:53
5. Drop It on the One (Extended Remix) - 5:36